# Ubaldine Henkel
Ubaldine Henkel SSpS (* 14. Juni 1903 in Bernhofen, Schmalegg; † 18. März 1943 in der Bismarcksee) war eine deutsche römisch-katholische Ordensfrau, Missionsschwester und Märtyrin.

## Leben
Maria Henkel war das vierte von 13 Kindern eines Schmieds. Sie wuchs bei Ravensburg auf und arbeitete als Dienstmädchen (unter anderem in Horb am Neckar). Am 23. September 1923 trat sie im Alter von 20 Jahren (in der Nachfolge ihrer älteren Schwester Ammonia Henkel, 1899–1978) in Steyl in das Missionshaus St. Michael der Steyler Missionsschwestern ein  und begann am 7. Juni 1924 das Noviziat unter dem Ordensnamen Ubaldine (nach Ubald von Gubbio). Am 8. Juni 1926 legte sie in Steyl ihre Ersten Gelübde ab. Am 30. September 1929 reiste sie mit anderen in die Papua-Neuguinea-Mission nach Alexishafen, wo sie am 8. Januar 1930 ankam und am 6. Juni 1932 ihre Ewigen Gelübde ablegte. Sie wirkte in mehreren Missionsstationen als Dentistin. Nach der Besetzung Neuguineas durch die japanischen Invasionstruppen wurde sie am 18. März 1943 zusammen mit Bischof Josef Lörks und zahlreichen weiteren Missionaren und Ordensschwestern auf dem Zerstörer Akikaze hingerichtet und ins Meer geworfen.

## Gedenken
Die Römisch-katholische Kirche in Deutschland hat Schwester Ubaldine Henkel als Märtyrin in das deutsche Martyrologium des 20. Jahrhunderts aufgenommen.